# Stefano degli Angeli
Stefano degli Angeli   (Venècia, 23 de setembre de 1623 - Pàdua, 11 d'octubre de 1697) (nascut Francesco, llatinitzat Stephano de Angelis) va ser un matemàtic italià, del segle xvii.

## Vida
Degli Angeli va canviar el seu nom de naixement, Francesco, en ingressar, molt jove, a l'orde dels jesuats. Va rebre la seva formació dins de l'orde i, a partir de 1644, va ser professor a l'escola dels jesuats de Ferrara.
A partir de 1645 i per motius de salut es trasllada a la Universitat de Bolonya on rebrà la influència de Cavalieri, professor de matemàtiques d'aquesta universitat i membre, també, de l'orde dels jesuats. Ell serà qui corregeixi i prepari l'edició de les Exercitationes geometricae de Cavalieri, ja que la seva vista i salut no li ho permetien.
En morir Cavalieri el 1647, el claustre de la universitat volia que degli Angeli prengués el seu lloc, però ell va preferir anar a Roma, on, durant cinc anys, va combinar l'estudi de les matemàtiques amb els seus deures monacals. El 1652 és nomenat prior del convent jesuat de Venècia, la seva ciutat natal i, poc temps després, provincial de l'orde.
Però la seva carrera com a matemàtic, va començar el 1652, quan la República Veneciana el va cridar per a ocupar la càtedra de matemàtiques de la Universitat de Pàdua, càrrec que va ocupar fins a la seva mort, i, durant el qual, va ser professor de, entra d'altres, James Gregory.
El 1668, en ser dissolta pel pontífex l'orde dels jesuats, va passar a ser clergue regular.

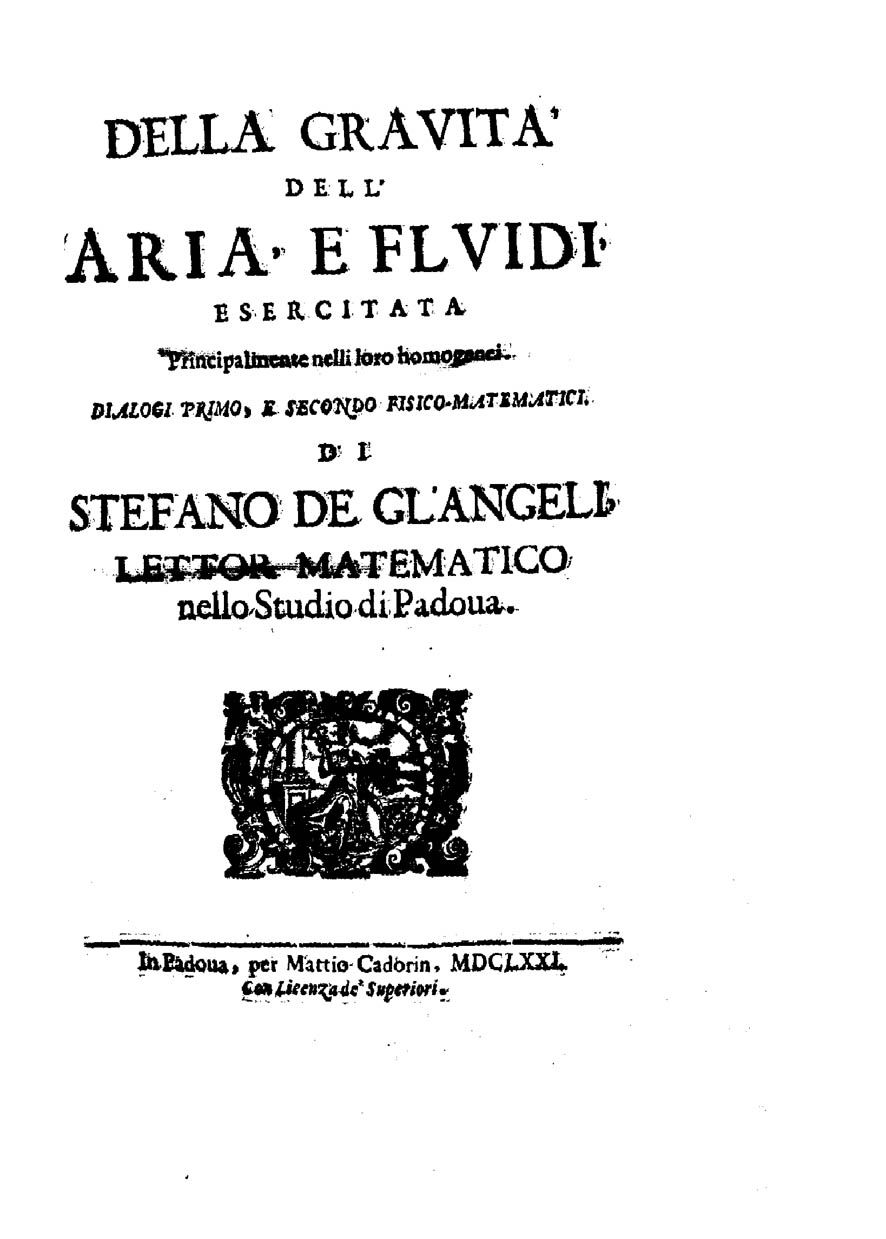
Della gravità dell'aria e fluidi, esercitata principalmente nei loro omogenei, 1671

## Obra
Les seves obres estrictament matemàtiques es publiquen en els deu primers anys de la seva estança a Pàdua:
- De infinitis parabolis, de infinitisque solidis (Venècia, 1654)
- Problemata geometrica sexaginta (Venècia, 1658)
- Miscellanaeum hyperbolicum et parabolicum (Venècia, 1659)
- De infinitorum spiralium (Venècia, 1660)
- Miscellanaeum geometricum (Venècia, 1660)
- De infinitarum cochlearum mensuris ac centris gravitates (Venècia, 1661)
- De superficie ungulae (Venècia, 1661)
- Accessionis ad steriometriam, et mecanicam, I (Venècia, 1662)
- De infinitis parabolis (Venècia, 1663)

Es tracta, en general, de tractats sobre els infinitesimals estudiant corbes concretes i seguint els mètodes de Cavalieri i Torricelli, el que el posarà en controvèrsia amb matemàtics com Paul Guldin o André Tacquet. Els seus mètodes, tot i que més poderosos, eren menys rigorosos que el mètode d'exhaustió d'Arquimedes.
A partir de mitjans dels anys 60 va orientar la seva activitat cap aspectes físic-matemàtics, entrant en controvèrsia amb Riccioli i Borelli: 
- Considerationi sopra la forza di alcune ragioni fisico-mattematiche, addotte dal M. R. P. Gio. Battista Riccioli (Venècia, 1667)
- De infinitis spirabilibus inversis (Pàdua, 1667)
- Seconde considerationi sopra la forza dell'argomento fisico-mattematico del M. R. P. Gio. Battista Riccioli (Pàdua, 1668)
- Terze considerationi sopra una lettera del molto illustre et eccellentissimo Signor Gio. Alfonso Borelli (Venècia, 1668)
- Quarte considerationi sopra la confermatione d'una sentenza del Signor Gio. Alfonso Borelli (Pàdua, 1669)
- Della gravità dell'aria e fluidi (Pàdua, 1671–1672)

A partir dels anys setanta, coincidint amb el declivi de la Universitat de Pàdua, ja no publicarà res més.